# Bringing Up Father (strip)
Bringing Up Father is een Amerikaanse krantenstrip bedacht door George McManus. De strip liep 87 jaar van 1913 tot 2000.

## Setting en karakters
De strip gaat over de Ierse immigrant Jiggs, die als arbeider naar de Verenigde Staten komt en daar een miljoen dollar wint in een "sweepstake" (loterij). Door het geld stijgen hij, zijn vrouw Maggie, hun dochter Nora en hun luie zoon Ethelbert op de maatschappelijke ladder. Na de beurskrach van 1929 raakt de Ierse identiteit van Jiggs op de achtergrond en werd het stripkarakter vooral gezien als een miljonair-typetje. De strip kent tal van surrealistische elementen. De tekenaars braken regelmatig door de "vierde wand" en traden soms buiten de kaders van de plaatjes.

## Geschiedenis
In 1912 werd George MacMannus ingehuurd door William Randolph Hearst om een nieuwe strip te maken voor zijn kranten. MacMannus had eerder succes gehad met de strip The Newlyweds. Voor de strip Bringing Up Father strip werd hij geïnspireerd door de musical The Rising Generation van William Gill, die hij zag in het Grand Opera House van Saint Louis, Missouri. De strip viel direct op door de tekenstijl die sterk werd beïnvloed door de art nouveau en art deco. De strip werd al snel nationaal (en later ook internationaal) in allerlei kranten gedistribueerd.
Van 1935 tot 1954 werd MacManus geassisteerd door Zeke Zekley. Na de dood van MacManus in 1954 namen Vernon Greene en Frank Fletcher de strip over. Van 1965 tot 1980 werd de strip mede verzorgd door Hal Campagna en vanaf 1980 door Frank Johnson. Ook anderen werkten mee aan de strip. De laatste aflevering verscheen op 28 mei 2000.

## Andere media
Van 1916 tot en met 1918 verschenen negen stomme tekenfilms, gebaseerd op Bringing Up Father, geproduceerd door International Film Service. In 1920 verschenen drie stomme liveactionfilms. Later werden nog meerdere op deze strip gebaseerde speelfilms geproduceerd:
- Bringing Up Father (1928)
- Vihtori ja Klaara (Finland, 1939)
- Bringing Up Father (1946)
- Jiggs and Maggie in Society (1948)
- Jiggs and Maggie in Court (1948)
- Jiggs and Maggie in Jackpot Jitters (1949)
- Jiggs and Maggie Out West (1950)

## Externe bronnen
- Comiclopedia
- Toonopedia